# Waldachtal
Waldachtal es un municipio alemán perteneciente al distrito de Freudenstadt, en el estado federado de Baden-Wurtemberg. Este municipio existe desde el 1 de julio de 1974. En el transcurso de la reforma municipal en Baden-Wurtemberg las aldeas antes independientes de Cresbach (con los barrios Oberwaldach, Unterwaldach y Vesperweiler), Hörschweiler, Lützenhardt, Salzstetten y Tumlingen se fusionaron en aquel entonces bajo el nombre Waldachtal. Como el nombre Waldachtal («Valle del Waldach») indica, está ubicado en el valle del río Waldach, un afluente del Nagold localizado en la Selva Negra Septentrional. En total, el municipio tiene unos 5800 habitantes y el territorio municipal comprende 29 873 161 m².